# 相州 (中國)
相州，中国古代的州。
北魏天兴四年（401年）以邺行台所辖六郡（魏郡、阳平、广平、汲郡、顿丘、清河）改设为相州，位于河南北部安阳市一带和临漳县。州治在安阳（今河南省安阳市）。
北周末，杨坚平定相州总管尉迟迥之乱，毁旧邺城，迁相州于安阳（今河南省安阳市南郊）。隋代又北移到今安阳市。金、元、明、清为彰德府。安阳市所辖彰德府城即为新邺城。
| 隋代行政区划变遷 | 隋代行政区划变遷                 | 隋代行政区划变遷 | 隋代行政区划变遷 | 隋代行政区划变遷 | 隋代行政区划变遷                                                           |
| 区划             | 開皇元年                         | 開皇元年         | 開皇元年         | 区划             | 大業3年                                                                    |
| ---------------- | -------------------------------- | ---------------- | ---------------- | ---------------- | -------------------------------------------------------------------------- |
| 州               | 相州                             | 相州             | 相州             | 郡               | 魏郡                                                                       |
| 郡               | 魏郡                             | 成安郡           | 林慮郡           | 县               | 安陽县 成安县 臨漳县 洹水县 臨淇县 鄴县 滏陽县 臨水县 林慮县 灵泉县 堯城县 |
| 县               | 鄴县 成安县 臨漳县 洹水县 臨淇县 | 滏陽县 臨水县    | 林慮县 灵泉县    | 县               | 安陽县 成安县 臨漳县 洹水县 臨淇县 鄴县 滏陽县 臨水县 林慮县 灵泉县 堯城县 |

| 唐朝相州辖县 | 唐朝相州辖县                                                                                   |
| ------------ | ---------------------------------------------------------------------------------------------- |
| 618年        | 安阳县、零泉县、林虑县、邺县、临漳县、洹水县、尧城县、相县（临水县、滏阳县、成安县改属磁州）   |
| 619年        | 安阳县、零泉县、邺县、临漳县、尧城县、相县（林虑县改属岩州，洹水县改属洹州）                   |
| 621年        | 安阳县、邺县、临漳县、尧城县、相县（洹水县来属，废除零泉县，新设荡源县，改属黎州）             |
| 622年        | 安阳县、邺县、临漳县、尧城县、洹水县（林虑县来属，废除相县）                                   |
| 623年        | 安阳县、邺县、临漳县、尧城县、洹水县、林虑县（荡源县来属）                                     |
| 627年        | 安阳县、邺县、临漳县、尧城县、洹水县、荡源县（改名汤阴县）、林虑县（滏阳县、成安县来属）       |
| 643年        | 安阳县、邺县、临漳县、尧城县、洹水县、汤阴县、林虑县、滏阳县、成安县（内黄县、临河县来属）     |
| 765年        | 安阳县、邺县、临漳县、尧城县、洹水县、汤阴县、林虑县、成安县、内黄县、临河县（滏阳县改属磁州） |
| 905年        | 安阳县、邺县、临漳县、尧城县、洹水县、汤阴县、林虑县、成安县（改名斥丘县）、内黄县、临河县     |
| 906年        | 安阳县、邺县、临漳县、尧城县、汤阴县、林虑县（洹水县、内黄县、临河县、斥丘县改属魏州）         |

## 刺史
北魏相州刺史
- 庾岳（402年－404年）
- 长孙嵩（407年－409年）
- 尉古真（410年－414年）
- 叔孙建（415年－418年）
- 司马准（423年）
- 张蒲（424年－426年）
- 穆莫提（428年）
- 杜超（430年－444年）
- 许彦（437年－439年）
- 杜遗（445年－450年）
- 陆馛（452年－458年）
- 李䜣（458年－469年）
- 陆儁（469年－470年）
- 谷阐（471年－472年）
- 拓跋忠（475年－479年）
- 薛道标（481年－484年）
- 李安世（484年－491年）
- 李佐（492年－493年）
- 高闾（493年－495年）
- 拓跋桢（495年－496年）
- 元雍（496年－499年）
- 李平（501年－505年）
- 王显（506年－508年）
- 于忠（508年－509年）
- 陆昕之（509年－511年）
- 高植（511年－512年）
- 李韶（513年－515年）
- 游肇（516年）
- 奚康生（517年－519年）
- 元熙（520年）
- 李世哲（521年－524年）
- 李奖（524年－525年）
- 李崇（525年）
- 元瑱（526年）
- 元谌（526年）
- 元鉴（527年）
- 裴衍（527年）
- 李神（528年－530年）
- 元颢（528年）
- 尔朱世隆（529年）
- 刘诞（531年）
- 李愍（531年－532年）
- 尉景（532年）
- 窦泰（533年－534年）

唐朝相州刺史
- 吕珉（618年—619年）
- 双士洛（619年—621年）
- 房晃（621年）
- 独孤彻（622年）
- 张道源（624年之前）
- 唐懿（武德年间）
- 李道彦（贞观初年）
- 李厚德（631年）
- 李泰（636年—643年，遥领）
- 张亮（633年—637年）
- 杜某（贞观年间）
- 侯莫陈肃（贞观年间）
- 路德准（贞观年间）
- 薛德充（贞观年间）
- 郑玄范（贞观年间）
- 李贞（643年—653年）
- 许圉师（666年）
- 李恽（总章、咸亨年间）
- 李景恒（672年）
- 李贞（咸亨年间—683年）
- 杨德干（唐高宗末年）
- 陶大举（688年）
- 弓志元（689年）
- 于敏直（武周前期）
- 来同敏（693年）
- 吉顼（698年）
- 房颍叔（圣历年间）
- 独孤思庄（武周时）
- 杨承缄（武周时）
- 源修业（武周时）
- 李玄挺（武周时）
- 宇文敞（武周时）
- 韦嗣立（706年）
- 裴怀古（707年）
- 柳冲（唐中宗时）
- 采泰眷（唐中宗时）
- 尹正义（709年）
- 宋璟（709年—710年）
- 王希俊（710年）
- 屈突季将（景云年间）
- 张说（713年）
- 徐孟尝（开元初年）
- 贺兰务温（721年之前）
- 窦思仁（721年—723年）
- 徐知仁（724年之前）
- 崔玄同（725年）
- 李畅（730年，未任）
- 郑溥（开元年间）
- 李择言（开元年间）
- 崔珪（开元年间）
- 王休名（开元年间）
- 王琇（开元年间）
- 桓臣范（开元后期）
- 侯莫陈涉（735年之前）
- 张嘉祐（737年—741年）
- 邺郡太守（742年—757年）
- 薛嵩（757年—773年）
- 薛崿（773年—775年）
- 薛择（775年）
- 李承昭（775年—776年）
- 田廷玠（大历末年—782年）
- 吴子晁（贞元初年）
- 薛揖（贞元年间）
- 朱卨（贞元年间）
- 王泽（贞元年间）
- 李仲昌（807年—812年）
- 田融（813年—819年）
- 崔弘礼（819年—820年）
- 邢楚（821年）
- 王承林（821年—822年）
- 韩某（宝历、大和年间）
- 乐从训（888年）
- 王道坚
- 李某
- 朱希玉